# Sybra celebensis
Sybra celebensis är en skalbaggsart som beskrevs av Stefan von Breuning 1939. Sybra celebensis ingår i släktet Sybra och familjen långhorningar.
Artens utbredningsområde är Sulawesi. Inga underarter finns listade i Catalogue of Life.